# Révolte des enfants du bagne de Belle-Île

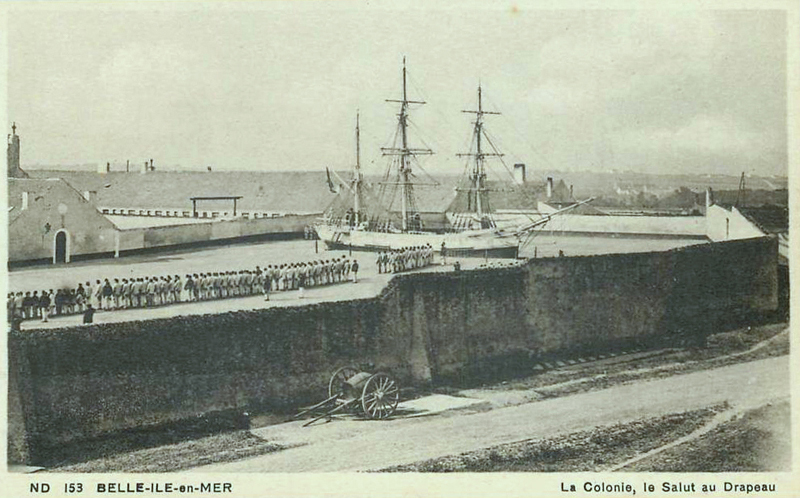
Carte postale de la colonie pénitentiaire Haute-Boulogne de Belle-Ile - Le salut au drapeau.

La révolte des enfants du bagne de Belle-Île (aussi appelée évasion de la colonie pénitentiaire de Belle-Île-en-Mer, chasse à l'enfant de Belle-Île-en-Mer, mutinerie d'août 1934 de Belle-Île-en-Mer, évasion du bagne de Belle-île-en-Mer) est une suite d'évènements ayant eu lieu le 27 août 1934 et les jours suivants dans les établissements pénitentiaires de Belle-Île-en-Mer. Une centaine d'enfants, dénommés colons, se sont révoltés pour protester contre les mauvais traitements qu'ils subissaient dans cette maison d'éducation surveillée. Cinquante-cinq se sont enfuis. L'administration de la colonie pénitentiaire a fait appel à l'aide de la population pour récupérer les fuyards. Cet évènement a eu un fort retentissement dans l'opinion publique, et a entrainé un mouvement de protestation contre la violence faite à ces enfants. L'épisode a inspiré de nombreux ouvrages, films et le poème de Jacques Prévert mis en musique, Chasse à l'enfant.

## Contexte

### Colonie? bagne? maison de correction?
La prison de Belle-île est convertie par décision ministérielle du 29 mai 1880 pour ses bâtiments de Haute-Boulogne.
La colonie reçoit, dans l'écrasante majorité des cas, des jeunes détenus acquittés comme ayant agi sans discernement mais non remis à leurs parents et, très rarement, des jeunes condamnés à un emprisonnement de six mois à deux ans. Les jeunes détenus y sont âgés de 12 à 21 ans.
Souvent, les enfants sont des orphelins, parfois coupables de vagabondage.
Dans son ouvrage Le bataillon des "nuisibles" paru en 2022, l'historien Julien Hillion décrit le quotidien de la colonie pénitentiaire à partir de milliers de sources conservées dans les archives de la préfecture du Morbihan. Ses travaux mettent pour la première fois en lumière la réalité des nombreuses violences dont ont été victimes les pupilles bellîlois. Il y recrée également les parcours de vie des nombreux colons depuis leur naissance jusqu'à leur mort. Dans son ouvrage, il remet toutefois en cause l'utilisation du terme « bagne pour enfants » pour désigner l'établissement. En effet, les pupilles n'y étaient pas soumis à des travaux forcés, élément qui constitue la condition première de l'existence d'un bagne (en Guyane ou en Nouvelle-Calédonie par exemple). Notant qu'il est utilisé dans les sources dès son ouverture, l'historien suggère d'utiliser le terme « maison de correction » pour désigner l'établissement.

### Un quotidien coercitif et violent
La discipline est extrêmement sévère. Julien Hillion explique que les pupilles bellîlois subissent une « violence physique quotidienne, pourtant interdite par les règlements, qui crée rancœur et désir de vengeance ». Il insiste sur le fait que les violences psychologiques font elles aussi de nombreux dégâts sur les jeunes détenus. Il ajoute enfin que ces pratiques sont dénoncées dans les journaux dès le début du XXe siècle, bien avant la campagne de presse des années 1930.
L'institution devient en 1927 une maison d'éducation surveillée.

## Évènement d'août 1934

### La révolte
La colonie pénitentiaire de Belle-Île est restée célèbre par la révolte, le 27 août 1934, d'une centaine de colons,, aussi dénommés pupilles. La révolte trouve son origine dans le traitement et la discipline extrêmement durs de l'internat. Lors d'un repas du soir, au cours du mois d'août, un des enfants croque dans son fromage avant de manger sa soupe ce qui pousse un gardien zélé à le frapper. Un déchainement de violence se produisit.

### L'évasion et la chasse aux enfants
Quelques moments plus tard, l'émeute se transforme en évasion, celle de 55 mutins, (ou 56 selon certaines sources,) qui se dispersent sur l'île. Tous les habitants de l'île sont sollicités à participer aux recherches des fuyards ; une récompense de 20 francs est proposée. En quelques heures, l'ensemble des fuyards est ramené dans leurs cellules. Jacques Prévert, en résidence estivale sur l'île avec ses amis de Saint-Germain-des-Prés et sollicité comme tous les habitants, assiste horrifié à la scène,. Cette « chasse aux enfants » par la « meute des honnêtes gens » interpelle grandement l'auteur qui compose un poème en hommage à un enfant noyé durant la poursuite : 

« Bandit ! Voyou ! Voleur ! Chenapan ! 
Maintenant il s’est sauvé 
Et comme une bête traquée 
Il galope dans la nuit 
Et tous galopent après lui 
Les gendarmes les touristes les rentiers les artistes 
Bandit ! Voyou ! Voleur ! Chenapan ! 
C’est la meute des honnêtes gens 
Qui fait la chasse à l’enfant... »

— Jacques Prévert, Chasse à l'enfant, Paroles, Gallimard, 1949
 Un film sur ce thème a débuté en 1947 mais n'a jamais été finalisé : La Fleur de l'âge.

## Retombées dans l'opinion publique et avancées juridiques

### Campagne de presse
Ce qui était un fait divers local est progressivement relayé par les journaux parisiens et nationaux, dont Paris-Soir, et prend une tournure nationale, notamment grâce à la campagne de presse du journaliste Alexis Danan,,. La population est choquée par les mauvais traitements subis par les enfants, et un début de sensibilisation à la protection de la jeunesse émerge.
La campagne de presse dure trois ans, et Alexis Danan met en lumière les conditions équivalentes de la colonie agricole et pénitentiaire de Mettray.

### Avancées juridiques
Des avancées juridiques s'imposent petit à petit. Ainsi, le décret du 31 octobre 1935 dépénalise le vagabondage des mineurs en le faisant relever dorénavant du domaine civil, en l'occurrence de l'assistance éducative.
L'ordonnance du 2 février 1945 proclame l'éducabilité du mineur délinquant. Le 1er septembre 1945 est créée une direction de l'éducation surveillée autonome de l'administration pénitentiaire.
En 1946, commence la réforme de l'institution publique d'éducation surveillée de Belle-Île-en-Mer

## Dans les arts

### Littérature
- Jean-Hugues Lime, La chasse aux enfants, Paris, Le Cherche Midi, 2004, 273 p. (ISBN 2-7491-0253-7) : le roman raconte la vie quotidienne des colons, du point de vue des détenues, à l'époque de la révolte de 1934.
- Dorothée Piatek, Le silence des oiseaux, Paris, Seuil Jeunesse, 2014, 177 p. (ISBN 979-10-235-0202-2)
- Le goût du vent sur les lèvres, de Cédric Morgan, Les Escales, 2017 : le roman évoque la colonie pénitentiaire de Belle-Île, ainsi que certaines légendes et faits historiques liés à cette île.
- L'Enragé, de Sorj Chalandon, Grasset, 2023 : l'auteur imagine que l'un des enfants évadés lors de la révolte de 1934 n'est jamais retrouvé[25],[26].

#### Littérature jeunesse
- Le Bagnard de Belle-Île : ce roman jeunesse publié chez Coop Breizh raconte l'histoire d'un trio de jeunes amis, ayant formé le "Club de l'au-delà" qui vient en aide à des fantômes pour leur permettre de gagner l'autre monde. Ils sont en visite à la citadelle Vauban, et se retrouvent entraînés par le fantôme d'une jeune fille à la recherche du fantôme de son fiancé, mort en s'échappant du bagne en 1934.
- Le silence des oiseaux, de Dorothée Piatek, Seuil, 2014 : un roman jeunesse qui narre la tentative d'évasion d'un jeune bagnard orphelin.
- Traqués sur la lande, de Jean-Christophe Tixier, [Rageot], 2016.

### Audiovisuel
- Plusieurs films se sont inspirés de la révolte de 1934 :
  - Au printemps 1947, Marcel Carné et Jacques Prévert font face à de nombreuses difficultés lors du tournage du film intitulé La Fleur de l’âge à Belle-Ile s’inspirant de la mutinerie de 1934 : intempéries, mouvements sociaux, accidents et querelles. Il ne reste rien du film, dont Jacques Prévert avait cosigné le scénario (c’était leur huitième collaboration), sinon une poignée de photographies en noir et blanc par Émile Savitry[27],[28],[29],[30].
  - La Révolte des enfants, réalisé par Gérard Poitou-Weber (1992)
  - Les Vauriens, télé-film de Dominique Ladoge (2006)
  - Belle-Île, de Elie Grappe, prévu en 2024[31]
- En 1936, dans Jenny de Marcel Carné, Lucien Dancret (joué par Albert Préjean) et Danielle Bricart (jouée par Lisette Lanvin) font connaissance en discutant et rêvant d'évasion dans un troquet, Au rendez-vous de la marine. Danielle se souvient de ses vacances à Belle-Île, « joli au mois de février » avec ses mimosas. Lucien dit bien connaître l'endroit et les mimosas, « j'y suis resté onze ans ! » ; surprise, Danielle imagine qu'ils auraient pu s'y rencontrer ou qu'ils s'y sont peut-être vus sans le savoir. Lucien en doute : « oh, il y a peu de chance ! […] À Belle-Île, il y a un pénitencier, une prison de gosses, vous êtes sûrement passée devant ? » ; elle répond : « je ne me souviens pas, j'étais trop petite ! » avant que Lucien ne lui réplique gravement : « oui, moi-aussi, j'étais tout petit... ».

#### Ouvrages
- Julien Hillion, Le bataillon des "nuisibles" : Les pupilles de la colonie pénitentiaire de Belle-Ile-en-Mer (1880-1918), Le Palais, Jadis Editions, 2022, 497 p.
- Christophe Belser, Le bagne des enfants : la colonie pénitentiaire de Belle-Ile-en-Mer, 2022, 304 p. (ISBN 978-2-8129-2778-2).
- Francis Villadier, Belle-Île-en-Mer entre quatre murs, Jadis Éditions, 114 p.

#### Témoignages et enquêtes journalistiques
- René Biard, Bagnard en culottes courtes : comment on fabrique un repris de justice, Paris, La Table Ronde, 1968, 253 p. (présentation en ligne)
- Alexis Danan, L’épée du scandale, Paris, Robert Laffont, 1961, 308 p. (BNF 32973715)
- Alexis Danan, « Maisons de Supplices », Tribune de l'enfance, no 93, mai 1972, p. 9-22[32].
- Jean Fayard, Une enfance en enfer, Paris, Le Cherche Midi, coll. « Récits », 2003, 279 p. (ISBN 2-74910-131-X, présentation en ligne)
- Louis Roubaud, Les enfants de Caïn, Paris, Grasset, 1925, 239 p.
- Louis Roubaud, Paroles de colons : la colonie pénitentiaire de Belle-Ile-en-Mer : 1925, Rambouillet, Jadis éditions, coll. « Histoire(s) de Belle-Ile-en-Mer », 2022, 77 p. (ISBN 978-2-914109-27-7)

#### Travaux universitaires
- Jacques Bourquin, « », Revue d’histoire de l’enfance « irrégulière », 2007, p. 259-265 DOI 10.4000/rhei.3021, consulté le 11 septembre 2022.
- Thierry Fillaut (dir.), Vaucresson, Services d'Études du CNFE-PJJ, 1996, 122 p.  (ISBN 2-11-087255-1), (BNF 36691835)
- Mathias Gardet, « », Revue d’histoire de l’enfance « irrégulière, no 4, 2002, p. 157-168 DOI 10.4000/rhei.58, consulté le 11 septembre 2022.
- Julien Hillion, Le bataillon des "nuisibles", La colonie pénitentiaire de Belle-Île en Mer (1880-1911) : parcours de vie de jeunes détenus et modèle carcéral, Thèse de doctorat, Université de Bretagne Sud, 2021, 830 p.
- Julien Hillion, La colonie pénitentiaire de Belle-Île en Mer (1880-1900), Master 2, UBS Lorient, UFR Lettre, Sciences humaines et Sociales, 2017.
- Julien Hillion, La colonie pénitentiaire de Belle-Île en Mer (1880-1900), surveillance, formation professionnelle et rapports à la société locale, mémoire de Master 1, Histoire, Lorient, 2006.
- Julien Hillion, "Des hommes avant les autres. Constructions des masculinités à la colonie pénitentiaire de Belle-Ile-en-Mer durant la Belle Époque", Revue d'Histoire de l'Enfance « Irrégulière », no 24, 2022, p. 157-163.
- Julien Hillion, Seul parmi les “nuisibles”. Vivre sans famille à la colonie pénitentiaire de Belle-Île-en-Mer (1880-1911), Séminaire du Groupe de Recherche sur les Institutions Disciplinaires (GRID) “Entre les murs, hors les murs. Revisiter l’histoire des institutions disciplinaires” 2020 : Liens familiaux et institutions disciplinaires », séance du 8 octobre 2020, 42 minutes, podcast disponible en ligne : (lire en ligne [archive]).
- Véronique Blanchard, Mathias Gardet, Mauvaise graine : Deux siècles d’histoire de la justice des enfants, Textuel, 2017.

#### Publications
- François-Xavier Coulon, « Les cartes postales racontent l'histoire : les différents navires à voiles de la colonie agricole et maritime [de Belle-Île, Morbihan] », Belle-Isle histoire. Revue de la Société historique de Belle-Ile-en-Mer, no 15,‎ 1995, p. 53-58.
- Julien Hillion, "Une île et ses prisonniers. Détenus, société locale et administration pénitentiaire à Belle-Ile-en-Mer de 1848 à la veille de la Première Guerre mondiale", Histoire de Belle-Ile, 2022, p. 427-449.
- Bernard Pelgrims, « L’apprentissage maritime de Belle-Île », Rééducation, nos 62-64,‎ janvier 1955, p. 43-58 (lire en ligne, consulté le 11 septembre 2022).
- (Bernard), « Rapport sur l’institution publique de Belle-Île », Rééducation, 1955, no 70-72, p. 28-31